# Автодор (мини-футбольный клуб)
«Автодор-Смоленск» - мини-футбольный клуб из Смоленска, выступавший в Суперлиге чемпионата России.

## История
Мини-футбольная команда «Автодор-Смоленск» была образована осенью 2013 года. Инициатором создания клуба был Владислав Апаков - директора «Управления областных автомобильных дорог». Команда становилась чемпионом Смоленска и Смоленской области. В сезоне 2015/16 команда под названием «Автодор-Смоленск» была заявлена для участия в первенстве России. В сезоне 2017/18 Автодор играл в Суперлиге.

## Состав

### Руководство
- Президент клуба - Владислав Апаков
- Главный тренер - Алексей Иванович Кудлай
- Старший  тренер - Юрий Волков

### Игроки
Вратари: Климовский Леонид, Братченко Илья, Семенов Александр 

Защитники: , Волков Игорь, Гришин Евгений, Гавриленков Данила, Алексей Кудлай, Руженцев Сергей, Щедров Александр

Универсалы: Апаков Владислав, Астровко Александр, Борханов Ахмед, Давыдо Сергей, Коломийченко Алексей, Метелкин Александр, Журавлев Александр, Кондратенков Иван, Носов Максим, Чернецов Сергей, Чернявский Дмитрий, 

Нападающий: Мурашов Евгений.

## Достижения
- Чемпионы Смоленской области по мини-футболу 2013/14 гг.
- Чемпионы Смоленска по мини-футболу 2013/14, 2014/15 гг.

## Известные игроки
- Пула